# Pierre Guillaume Gicquel des Touches
Pour les articles homonymes, voir Gicquel des Touches.
Pierre Guillaume Gicquel des Touches, né le 20 avril 1770 à Saint-Enogat, décédé le 17 décembre 1824 à Saint-Malo (Bretagne), est un officier de marine français, capitaine de vaisseau et adjudant général de la marine hollandaise en 1808.

## Biographie
Membre de la famille Gicquel des Touches, Pierre Guillaume Gicquel des Touches est le fils de  Pierre Gilles Gicquel, sieur des Touches, visiteur des poudres et salpêtres de Bretagne, receveur des domaines du duc de Penthièvre, et de Louise Thomasse Le Blanc. Il est le frère d'Auguste Marie Gicquel des Touches, (1785-1855), capitaine de vaisseau et directeur du port de Brest.
Il commence à naviguer sur les bateaux de son père à l'âge de 6 ans et entre dans la marine comme aspirant volontaire en 1788, à bord de la frégate Activ et fait campagne aux Antilles puis en Amérique du Nord de 1788 à 1790. Il est second pilote à bord de La Recherche lors de l'expédition d'Entrecasteaux, recherchant La Pérouse. Il est débarqué au retour à l'île de France. Il participe à un combat contre deux vaisseaux britanniques le 22 décembre 1794, à bord du Coureur. 
Rentré en France, il apprend sa nomination au grade d'enseigne de vaisseau en 1793. À bord de la Regénérée, il prend part à des combats contre des vaisseaux britanniques dans l'océan Indien. Il est nommé lieutenant de vaisseau en juin 1799. Il embarque en octobre 1800 à bord de la corvette Le Géographe en tant que capitaine de vaisseau et membre de l'état-major de l'expédition commandée par Nicolas Baudin vers les Terres australes. L'expédition scientifique fait relâche à Tenerife, puis à l'île de France (pendant trente-six jours) et ensuite visite et étudie les côtes sud et ouest de l'actuelle Australie dénommée alors Nouvelle-Hollande, ainsi que l'actuelle Tasmanie (Terre de Diemen) et Timor, puis retourne à l'île de France et longe l'Afrique jusqu'à Tenerife et arrive à Lorient en 1804. Il donne sa démission en 1802 (il se marie en 1802 aux Canaries), avant la fin de l'expédition et se consacre au commerce jusqu'en 1807, dans l'Atlantique Sud et l'océan Indien.
En septembre 1807, le maréchal Daendels, gouverneur général des Indes hollandaises, le sollicite à Sainte Croix de Ténériffe,  pour être son aide de camp. Il est nommé capitaine de vaisseau et adjudant général de la Marine hollandaise à Java en 1808. Prisonnier le 17 septembre 1811, lors de la capitulation de l'île, il n'est libéré qu'en juin 1814. Il n'obtient sa réintégration dans la Marine qu'après la chute de l'Empire. 
Il quitte le service actif en 1816.

## Œuvres
- Tables comparatives des principales dimensions des bâtimens de guerre français et anglais, Paris, Bachelier, 1817, 136 p. (lire en ligne)
- Traité des manœuvres courantes et dormantes composant le gréement des bâtimens marchands de différentes espèces... suivi... d'un vocabulaire de termes de marine en français, anglais, espagnol et hollandais, Paris, Simonet, 1818, 154 p. (lire en ligne)